# زمین‌لرزه ۲۰۱۶ اکوادور
زمین‌لرزه اکوادور ۲۰۱۶ (اسپانیایی: Terremoto de Ecuador de 2016‎) یک زمین‌لرزه با بزرگی ۷٫۸ مقیاس بزرگای گشتاوری بود که ۱۶ آوریل ۲۰۱۶ در اکوادور بوقوع پیوست و بر اثر آن ۲۴۶ نفر کشته و ۲۵۰۰ نفر زخمی شدند.